# Abbaye de Liesborn
L’abbaye de Liesborn est une ancienne abbaye bénédictine à Liesborn, aujourd'hui un quartier de Wadersloh, dans le diocèse de Münster.

## Histoire
Les sources pour la période allant jusqu'à 1130 sont pauvres. Hormis un document de 1019, une liste de 13 abbesses et une copie d'une nécrologie, il n'y a pas de documents. Par conséquent, l'histoire est également très incertaine à l'époque du Frauenstift. Selon des hypothèses plus anciennes, elle est fondée en 785 par Charlemagne. Il est plus probable que la fondation proprement dite ait eu lieu vers 815, selon d'autres traditions vers 860, par les nobles saxons Boso et Bardo.
Le monastère est consacré à Marie, Côme et Damien et Syméon. La première abbesse est Roswitha (de), vénérée comme une sainte. On croyait auparavant qu'elle était une sœur de Charlemagne. Selon l'opinion plus récente, comme les fondateurs du monastère, elle appartient à la famille des Bardons. Elle pourrait être la sœur du comte Bardo et la veuve du comte Liudolf, un Ekbertin (de). D'autres abbesses sont issues de la noblesse locale. Le couvent a des liens étroits avec l'abbaye d'Herzebrock (de). La première abbesse de Herzebrock fit ses études à Liesborn.
En 1019, l'empereur Henri II accorde à l'évêque de Münster le droit de nommer le bailli de l'abbaye du Dreingau (de) et de régler les affaires spirituelles. C'est peut-être la raison d'une querelle avec le comte Herman de Verdun, dont la sphère d'influence comprend le Dreingau.
Au moins au XIe siècle, les membres de la maison comtale de Werl-Arnsberg (de) sont des vogts. Même plus tard, il y a des liens étroits. Des membres de la maison tels que Henri Ier d'Arnsberg (de) avec ses fils Henri II (de) et Gottfried II (de) donnent des propriétés à l'abbaye.
Au fil du temps, la vie abbatiale devient de plus en plus séculière. En 1121, le monastère est incendié par les troupes du duc Lothaire de Supplinbourg. La reconstruction est difficile. Sur les instructions de l'évêque Egbert (de), les religieuses sont expulsées à cause de leur « mode de vie répréhensible » antérieure. Une raison importante est que les efforts de réforme faits par l'évêque sont rejetés par les sœurs. Les anciennes résidentes sont, si elles le souhaitent, reçues avec des fonds du monastère. Certaines restent à proximité, d'autres entrent dans des enclos dans la région.
En 1131, le lieu devient une abbaye de moines bénédictins. La conversion suit probablement la réforme de Hirsau. L'évêque Egbert accorde au monastère l'élection libre des abbés, mais réserve l'ordination et la consécration. Le clergé appartenant à l'ancien monastère ainsi que les nobles et les ministres doivent accepter cette décision. L'origine des premiers moines n'est pas claire. Comme les premiers abbés sont également mentionnés dans les sources de Hildesheim, cet endroit n'est pas improbable comme origine.
La situation économique est mauvaise à l'arrivée des bénédictins. Après un incendie en 1121, l'église et le bâtiment ne sont probablement pas encore restaurés. Le monastère reçoit de nombreuses donations des évêques de Münster. En 1144, l'abbé reçoit également les droits d'archidiacre de Liesborn sur l'église abbatiale, qui appartenait auparavant au chapitre de la cathédrale. En 1186, le monastère touche les douanes de Neuss.
Le monastère acquiert un prestige considérable et entre en contact avec d'autres institutions spirituelles. Liesborn fait partie d'un réseau serré de fraternités de prière à partir du XIIIe siècle.
En 1270, l'abbaye est presque complètement détruite à nouveau par un incendie.
En même temps que la prospérité au XIIIe siècle, le disciple monastique se perd. L'abbaye reçoit de plus en plus de fils de la noblesse locale. Le nombre de prébendes est donc fixé pour éviter le surpeuplement. Selon un document de 1298, il y a 22 prébendes et 6 pour les jeunes hommes. À long terme, cependant, ces mesures n'ont aucun effet.
La reconstruction de l'église commence grâce à Florin, l'abbé de 1304 à 1328. Il obtient les vêtements pontificaux (de) grâce à un faux document. L'abbaye est gravement touchée par la peste entre 1348 et 1351 puis de nouveau presque complètement détruite par un incendie criminel en 1353. Depuis, les toitures sont recouvertes d'ardoise pour des raisons de sécurité.
Particulièrement à partir de la seconde moitié du XIVe siècle, il y a des signes évidents de sécularisation. Certains moines font des affaires d'argent et sont presque toujours absents. D'autres achètent des biens et des domestiques ou gardent des chiens de chasse.
À cela s'ajoutent les tensions des querelles de la fin du XIVe siècle au milieu du XVe siècle. Liesborn est particulièrement touchée en raison de sa situation frontalière dans l'évêché de Münster.
En 1464, l'abbaye rejoint la congrégation de Bursfelde. Après cela, les bonnes mœurs des moines, souvent pas observée jusque-là, sont à nouveau prises en compte. Il y a aussi un boom économique avec les abbés Heinrich von Kleve (1464–1490) et Johann Smalebecker (1490–1522). De nouveaux bâtiments sont construits et la vie spirituelle et artistique a un essor. Smalebecker est nommé à plusieurs reprises dans des bureaux importants de l'union de Bursfeld. Le nouvel esprit influence la réforme d'autres abbayes et Frauenstift dans l'esprit de la congrégation de Bursfeld. Le moine Bernard Witte (1490-1534) est fortement influencé par l'humanisme. Il écrit une histoire de la Westphalie et une histoire de l'abbaye.
Au début du XVe siècle, l'abbaye tombe dans une crise économique et spirituelle. L'abbé Anton Kalthoff est influencé par l'anabaptisme et donc exclu. L'abbé Gerhard Schultmann et son successeur Gerlach Westhof (1554-1552) ont un rôle important en tant que conseillers et envoyés de l'évêque. Ils sont donc souvent absents, ce qui conduit à un relâchement de la discipline monastique. En outre, le style de vie coûteux des abbés conduit à des niveaux d'endettement élevés. L'abbaye accueille deux fois le chapitre de la congrégation de Bursfelde, d'abord en 1556 et de nouveau en 1578. Les visites font voir que les moines ne remplissent plus leurs devoirs monastiques. Un grand nombre de serviteurs entraîne des coûts élevés, c'est pourquoi des propriétés du monastère sont vendus. En 1610, la dette est de 24 154 thalers. Il n'y a pas plus de possibilité que de réduire drastiquement la taille de la convention. Seul l'abbé avec quelques moines restent, tandis que les autres membres de l'abbaye sont répartis dans d'autres monastères. En outre, il y a les attaques de groupes de mercenaires pendant la guerre de Trente Ans. Christian de Brunswick extorque 8 000 thalers et les Suédois pillent le monastère neuf fois de suite. En 1633, il n'y a plus de moines vivant à Liesborn, ils ont fui à Lippstadt. Les moines reviennent progressivement à partir de 1638.
Après la fin de la guerre, 18 frères vivent de nouveau dans l'abbaye. Elle prospère à nouveau avec l'abbé Gregor Waltmann (de) (1698–1739) et ses successeurs, malgré quelques pillages Le monastère est repensé dans le style baroque. Au XVIIIe siècle, jusqu'à 40 membres vivent parfois dans le monastère. La bibliothèque s'agrandit. L'abbaye est choisie quatre fois comme lieu de rencontre du chapitre général de Bursfeld : 1709, 1730, 1751 et le dernier chapitre de la congrégation devait avoir lieu à Liesborn en 1785, bien que seulement 5 ou 6 abbés sont venus à cet effet.
Au cours de la sécularisation, l'abbaye est dissoute le 2 mai 1803 par le nouveau souverain prussien. Les moines bénédictins sont mis à la retraite et les domestiques renvoyés. Le monastère devient un domaine royal (plus tard le domaine est vendu aux ducs de Croÿ). L'église abbatiale est fusionnée avec l'église paroissiale et consacrée comme nouvelle église paroissiale en 1823. Les bâtiments restants du monastère sont démolis ou vendus. La précieuse bibliothèque et de nombreuses œuvres d'art telles que le retable de Liesborn sont vendues aux enchères.
D'autres parties sont restaurées à la fin du XIXe siècle. En 1952, l'aile nord de l'abbaye est restaurée. Le musée de l'abbaye de Liesborn est installé dans le monastère depuis 1966. La mairie de la commune de Liesborn y est présente jusqu'en 1974.

## Source de la traduction
- (de) Cet article est partiellement ou en totalité issu de l’article de Wikipédia en allemand intitulé « Kloster Liesborn » (voir la liste des auteurs).